# Église Notre-Dame-de-Guadalupe de La Nouvelle-Orléans
Pour les articles homonymes, voir église Notre-Dame-de-Guadalupe et sanctuaire Saint-Jude.
L’église Notre-Dame-de-Guadalupe, aussi connue comme sanctuaire Saint-Jude et anciennement comme chapelle mortuaire Saint-Antoine-de-Padoue, est une église située à La Nouvelle-Orléans dans l’État de Louisiane aux États-Unis, que l’Église catholique rattache à l’archidiocèse de La Nouvelle-Orléans. L’église est consacrée à Notre-Dame de Guadalupe, et comporte un sanctuaire dédié à l’apôtre Jude. Elle est l’église des pompiers de la ville.
Elle est désignée « sanctuaire international Saint-Jude » de longue date, et utilise encore cette dénomination, bien que n’étant nullement un sanctuaire international suivant la définition du Code de droit canonique ; la Conférence des évêques catholiques des États-Unis semble pouvoir tolérer cet usage suivant le point 1 de ses Normes pour la désignation des sanctuaires nationaux [sic]. Datée de 1826, elle est le plus vieil édifice religieux conservé de la ville.